# Горњотериберско језеро
Горњотериберско језеро (рус. Верхнетериберское водохранилище) вештачко је језеро смештено у северном делу Мурманске области, на крајњем северозападу европског дела Руске Федерације. Цела површина језера административно припада Кољском рејону.
Језеро је настало преграђивањем корита реке Териберке на 12,4 километара узводно од њеног ушћа у Баренцово море. Језеро је испуњено водом током 1984. године. Снага Горњотериберске ХЕ је 130 MW.
Површина језерске акваторије је 31,1 км², запремина око 0,452 км³, док је површина сливног подручја 1.920 км².